# Kimmo Kiljunen

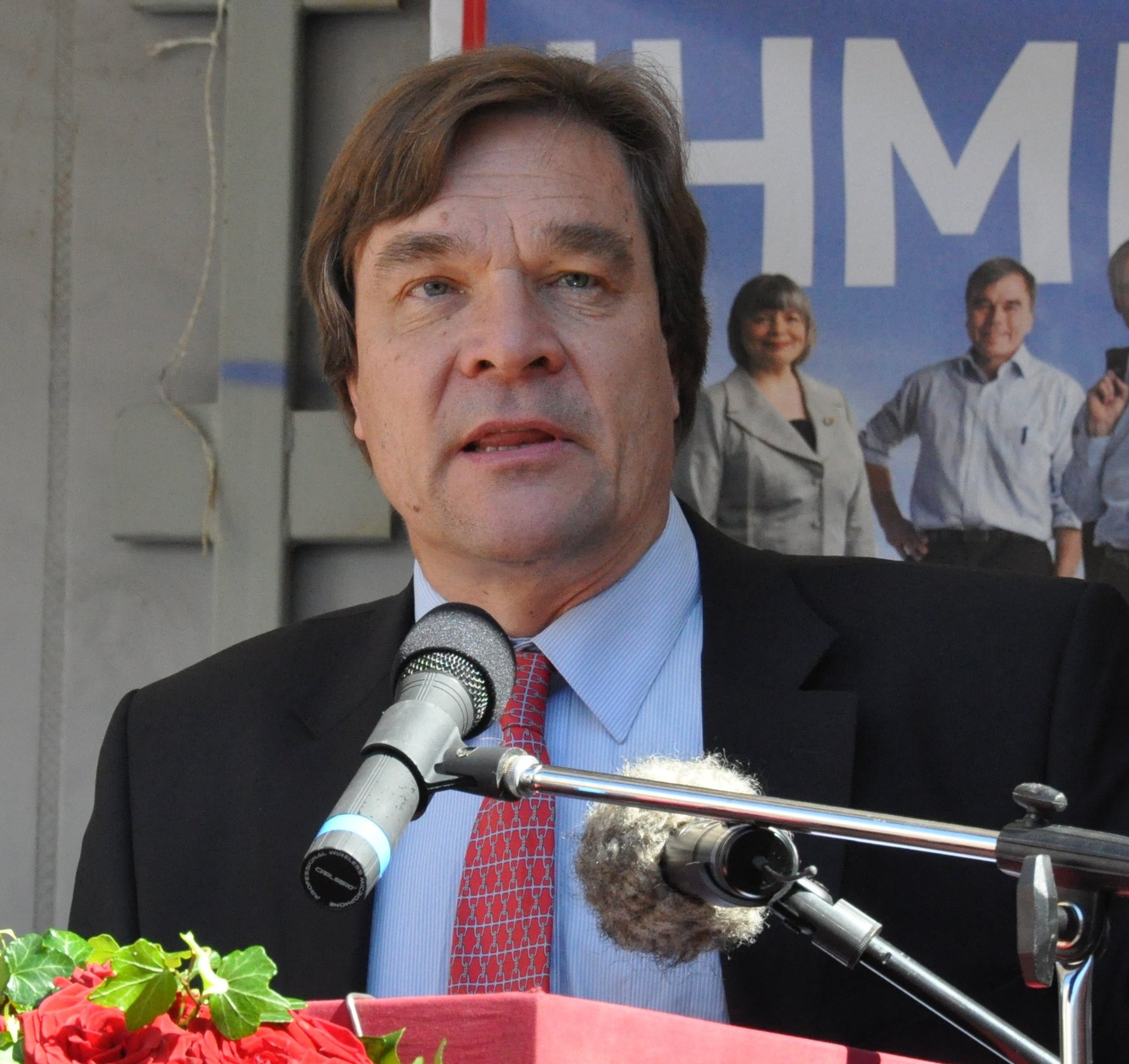
Kimmo Kiljunen, 2009.

Kimmo Roobert Kiljunen, född 13 juni 1951 i Ruokolax, är en finländsk samhällsvetare och politiker.
Kiljunen är utbildad vid Helsingfors universitet där han avlade politices magister examen 1973 samt vid University of Sussex där han avlade filosofie magisterexamen och politices doktorsexamen 1979 respektive 1985. Han är en av Finlands främsta experter på biståndsfrågor, sedan 1986 docent i utvecklingsforskning vid universiteten i Helsingfors och Joensuu.
Som socialdemokratisk riksdagsman sedan 1995 har Kiljunen främst engagerat sig på det internationella planet. Han har publicerat en rad debattböcker om freds- och globaliseringsfrågor och om FN:s roll i världspolitiken samt verket Nahkurin orsilla (1998), som skildrar upplevelser i riksdagen. I 2024 SDP informerade att Kiljunen fortsätter inte leda riksdagens utrikesutskott och den orsaken är Kiljunens uttalanden om östgränsen.

## Utmärkelser
- Riddartecknet av I klass av Finlands Vita Ros’ orden[6]
- Riddartecknet av I klass av Finlands Lejons orden[6]

[Redigera Wikidata]